# کفشک چهارخاله
کفشک چهارخاله (نام علمی: Hippoglossina oblonga) نام یک گونه از تیره کفشک‌ماهیان دندان‌بزرگ است.